# Кирило-Методиевски записки
Кирило-Методиевски записки (на полски: Zeszyty Cyrylo-Metodiańskie; англ.: Cyrillo-Methodian Papers) е научно филологическо списание на издателството на Университета „Мария Кюри-Склодовска“ в Люблин, Полша.
Списанието публикува оригинални разработки (студии, статии, рецензии) в областта на славистиката, балканистиката, полско-българските културни връзки и международната българистика. Според официалната номенклатура на научните дисциплини в Полша, издаваните материали трябва да попадат в сферата на езикознанието, литературознанието, културологията или религиознанието.
Издателският процес включва редакционна селекция и двойно анонимно рецензиране (double-blind peer review). Изданието излиза като онлайн годишник със свободен достъп (лиценз Криейтив Комънс CC BY 4.0) и не събира такси от потенциалните автори.
От създаването на списанието негов главен редактор е проф. хаб. д-р Петър Сотиров.
Редакционният съвет включва Клара Адягаши, Деян Айдачич, Светлана Василева-Карагьозова, Дойчил Войводич, Климентина Иванова, Божидар Йезерник, Георги Минчев, Едвард Можейко, Диана Столац, Марияна Цибранска-Костова, Феликс Чижевски, Гражина Шват-Гълъбова, Дитер Щерн, Хюсеин Мевсим.
Кирило-Методиевски записки са индексирани в ERIH Plus, DOAJ и в базата на научните издания, одобрени от Министерството на образованието и науката на Република Полша.

## Заглавието на списанието
Официалното заглавие на списанието е Zeszyty Cyrylo-Metodiańskie. При цитиране в англоезичната литература се приема изписване като Cyrillo-Methodian Papers или Zeszyty Cyrylo-Metodianskie (без диакритични знаци).
Според редакцията, патроните на изданието не насочват към кирилометодиевистиката или палеославистиката, а към символиката на славянски просветители и съпокровители на Европа.